# ブラック・アイボリー

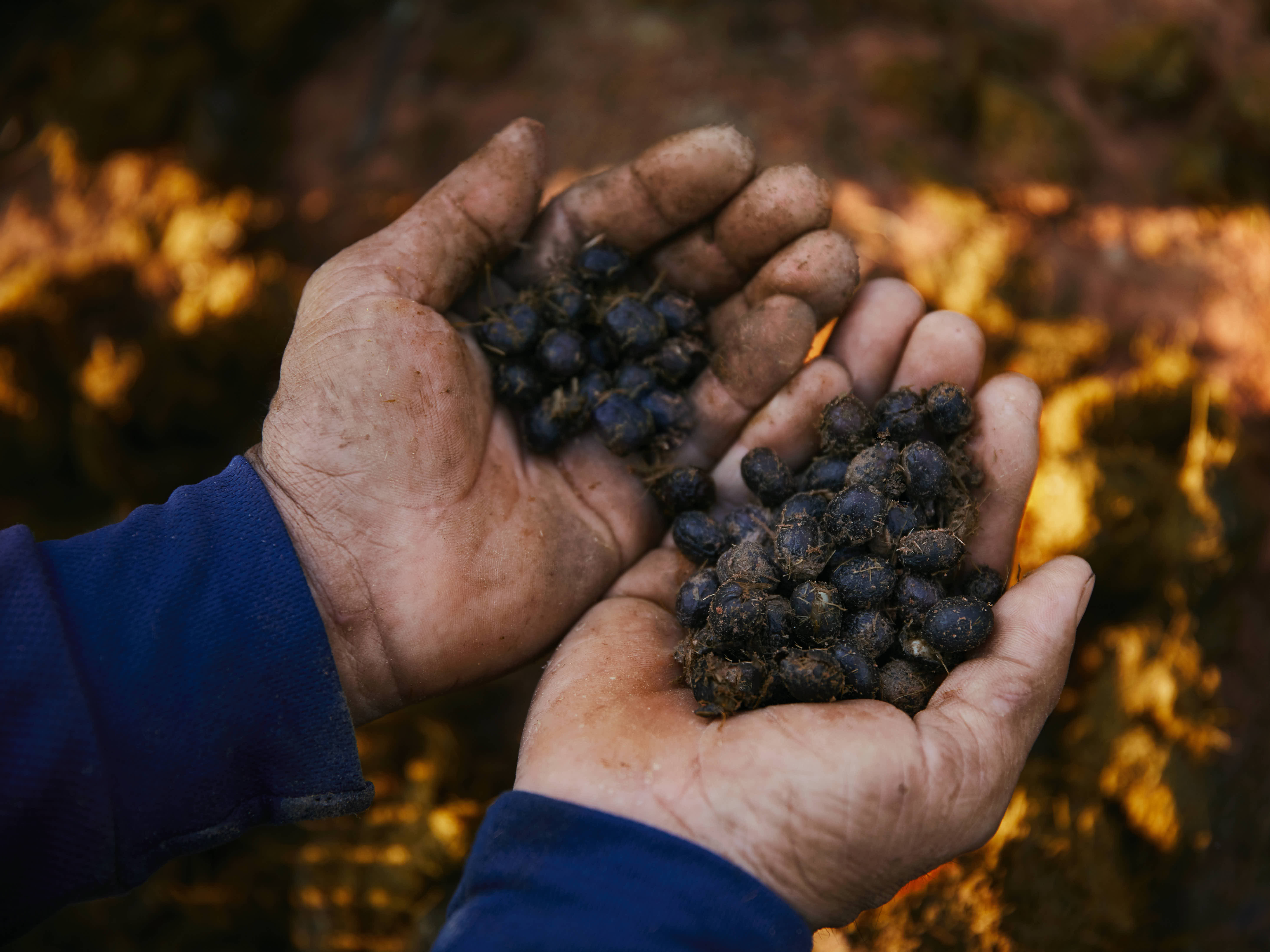
ブラック・アイボリーの豆

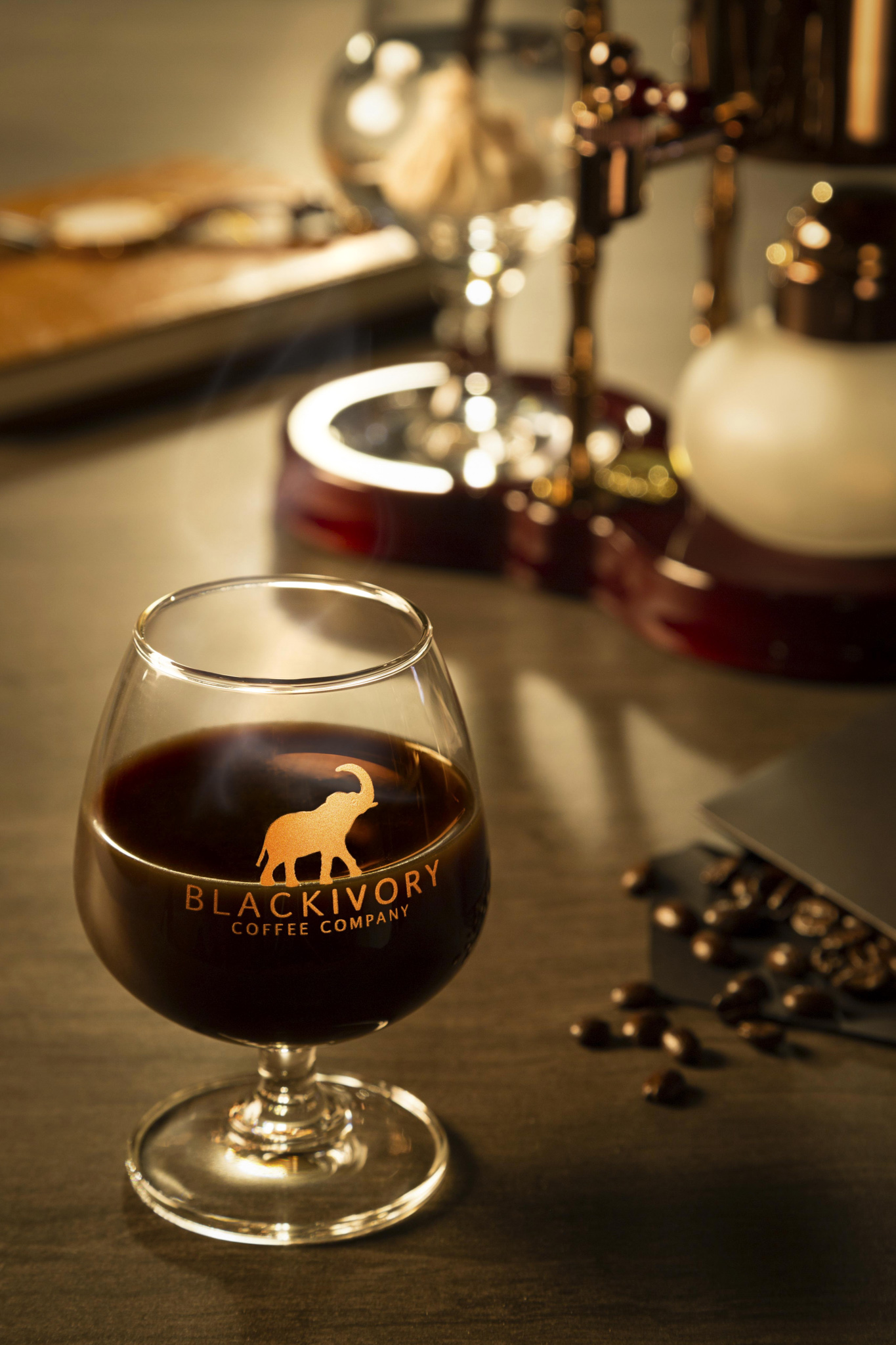
グラスに注いだブラック・アイボリー

ブラック・アイボリー（Black Ivory Coffee）はタイ北部のブラック・アイボリー・コーヒー社が生産するコーヒー・ブランドで、アラビカ種のコーヒー豆をゾウに食べさせ、その糞から取り出した豆を使用する。
ブラック・アイボリーは「レギュラー・コーヒーの苦さがなく、非常に口当たりがよい」と言われている。その豆は15 - 30時間かけてゾウの腹内で消化されるうちに、一緒に食べたハーブや果物と共にそこでマリネのように漬けこまれる。そして蛋白質を分解するゾウの消化酵素や体内での自然発酵の影響を受け、酸で豆の苦みもとれる。また豆はゾウの腹内の様々な内容物も含んだ状態になっており、それが独特の香りをもたらしている。高級コーヒーの生産に不可欠な発酵のコントロールという点でゾウの体内は理想的な環境とはいえないが、「タイのゾウから作られたコーヒー」としてブラック・アイボリーには（特に欧米人にとって）「ロマンチックな魅力」がある。

## 生産
ブラック・アイボリーは1kg あたり2000ドルと、世界で最も高価なコーヒーである。ごく限られた高級ホテルでカップ1杯50ドルで口にするか、ウェブサイトで入手するしかない。年あたりの平均生産量は150キロである。ブラック・アイボリーの供給は、コーヒーの果実の出来、ゾウの食欲、食べるときに噛み砕かれてしまう豆の量、無事に出てきた豆を回収するゾウ使いたちとその妻の技量に左右される。ブラック・アイボリーが高価である主な理由は、商品となる豆を得るために厖大な量のコーヒーの果実が必要なためであり、1 kgの豆を得るためには米やバナナといった通常の餌に加えて33 kgの豆を与える必要がある。殆どの豆は、ゾウに噛み砕かれるか、草むらに排泄されて行方不明になり、無駄となる。ゾウにコーヒーの果実を食べさせることはゾウの健康を害するものではなく、食べたコーヒーの果実からカフェインが吸収されることはないことが様々な試験から分かっている。

## 歴史
ブラック・アイボリーは、保護したゾウを世話する保護施設であるチエンセーン郡の「黄金の三角地帯アジアゾウ財団」(Golden Triangle Asian Elephant Foundation) で、ブラック・アイボリー・コーヒー社 (Black Ivory Coffee Co. Ltd.) が最初に生産した。同社の創設者であるカナダ人のブレーク・ディンキンは、当初はジャコウネコの糞でコピ・ルアクを生産することを考えていたが、東南アジアでの需要の高まりと共に品質が低下していたことから、ライオンやキリンも候補に考えたものの、東南アジアでは乾季にゾウがコーヒーを食べることがあると知り、ゾウを使うことにした。とはいえ最初の試作品はとても飲めたものではない出来で、納得する品質になるまで9年かかった。2015年に3回目の収穫が成功し、その時は150 kgの生産量があった。今では黄金の三角地帯では生産されておらず、タイ北東のスリン県で生産されている。財団の約20頭のゾウがブラック・アイボリーの生産に携わっている。ブラック・アイボリー・コーヒー社は売り上げの 8% を黄金の三角地帯アジアゾウ財団に寄付し、ゾウの健康管理に充てている。

## 批判
ブラック・アイボリー・コーヒー社は観光業による虐待からゾウを救い出していると主張しているが、保護公園に入れたり人間とゾウの健全な関係を促進するといった他の代替案と比較して、ブラック・アイボリーの生産はゾウにとって良いことなのかは未だに議論がある。